# 迷家
《迷家》（日语：迷家-マヨイガ-）是由diomedéa原創製作的日本電視動畫作品，2016年4月至6月在WOWOW、每日放送、TBS電視台、中部日本放送及BS-TBS的「Animeism」B1時段首播。

## 概要
2015年12月28日開啟本作品的官方網站，由動畫製作公司Diomedéa和唱片公司波麗佳音共同企劃製作，以懸疑、群像劇為主題的原創動畫作品。
本作品也是第1部在WOWOW電視台於2016年4月新開設的節目時段「WOWOW Prime」播出的動畫作品，並在正式開播的一週前預定在「Animeism」B1時段播出。值得一提的是自從2012年3月播出WOWOW和波麗佳音攜手合作的新作動畫《松本零士「OZUMA」》以來，相隔4年之後再度攜手合作。
導演是曾執導過《少女與戰車》《SHIROBAKO》《監獄學園》和兼任音響指導的水島努、劇本統籌為《我們仍未知道那天所看見的花名。》的岡田麿里、人物設定為《艦隊Collection》的井出直美、音樂由《機動戰士鋼彈 鐵血的孤兒》的横山克擔任。

## 故事簡介
本作品敘述30名或想人生重來、或對生活感到不滿、或是絕望、或是純粹好奇心的年輕男女前往烏托邦的故事。他們參加了一個非常可疑的巴士旅遊，目的地是傳聞長久以來被閉鎖、無從確定其存在的夢幻聚落「納鳴村」。在這裡能夠過著不受現世羈絆束縛的烏托邦生活的說法，以都市傳說般的形式私下流傳。

## 登場人物

### 主角
光宗（Mitsumune，聲：酒井廣大）
本作男主角，16歲。男高中生。使用的代號即是本名，全名為「酒井光宗」。
對人生重來感到興奮。成績優異卻並不因此驕傲，容易相信別人的穩重少年。光宗因為想過自己的人生所以從家裡逃出參加活動。
常有感情氾濫的性格，對很多女生都有感覺，但特別在意真咲。對真咲毫不保留的信任。對於真咲認同自己身份感到安慰。在四仔疑似死亡加上可能有肉食動物襲擊時選擇留在村子，開始拒絕聽從颯人的指示，甚至因為真咲憤怒地揍他一拳。
因為舞舞所見和小真愛誤導等令部分人覺得他有疑點，繼而被抓來問話，被救出後又遇上巨大的「時宗」；由此揭示自幼稚園開始便一直在母親面前扮演著去世的雙胞胎兄弟「時宗」，並在父親的配合下難以抽離，最後身邊的人皆把他當時宗看待。真咲認為以其狀況只要勇敢面對，還是能回歸正常社會。
被真咲指明要「回家」後一度嘗試不果，輾轉回到村中，被眾人套取情報。後被南柯和凜音叫醒去拯救真咲。於眾人審問時看到颯人傷害真咲，按捺不住對抗。
後在保護真咲時突然被司機駕駛遊覽車帶走，輾轉到達隧道另一方。在納鳴村發現颯人對自己的真正態度，繼而獨自逃走，意外地戰勝納鳴現象，回到現實。其後在休養間知道旅行一事已廣為人知，間接令其扮演時宗一事不再有意義。之後更與四仔相遇，跟其到專門教授的住處了解納鳴村的真相。
緊接隨即要到納鳴村解救眾人，最終在解救真咲遺憾的加持下成功回歸。
真咲（Masaki，聲：相坂優歌）
本作女主角，17歲。女高中生。有著很多奇妙的迷信，使之不被大部分人所信任。
稍有些不可思議系的感覺，卻有著坦率開朗又執著的性格。感覺到不妥或有不祥預感時會不停嘔吐。
在四仔失蹤前被對方拉到一邊獨處，後被發現在後山衣衫不整。其對四仔行蹤的含糊說法，使眾人更為排斥。
於光宗被抓時出手相助，表明解釋真相之時被光宗看見「時宗」的狀況打斷。
小春帶來的報紙檔案揭示一位同名的女孩「相田真咲」，在一年前被認定為失蹤人士，最後被人目睹朝著梨川村的農道，也就是納鳴村的方向前進。旅行中的大部分人因此懷疑眼前的真咲是與此相關的幽靈，必須狩獵。
告知光宗要穿越巨大的怪物，通過隧道「回家」，而自己則會在另一邊等著。此舉失敗後被眾人發現並綁住審問，堅決否定自己是幽靈，不願見光宗被傷害而選擇說出真相。
向眾人聲稱自己曾跟著要好的的表親嶺司一起來到納鳴村探索，但要回去的時候被看到怪物的對方拉著逃走並不慎跌落，醒來已在隧道口。其後曾試圖爬回去但失敗，最後在網路上得知這次旅行，便以此重新進入納鳴村。不過因著逃出後生活的描述與其失蹤的報導自相矛盾，而再度被眾人懷疑。後來揭示目前的嶺司其實是真咲的納鳴現象。
在眾人撲上時突然被司機駕駛遊覽車帶走，以為她是幽靈而要求跟女兒見面。到達隧道另一方後借故走開。
最終接受了嶺司是自己的納鳴以及光宗的幫助之下成功離開納鳴村。

### 主要人物
颯人（Hayato，聲：八代拓）
主要角色之一，16歲。男高中生。代號「速度之星」（Speedstar）。
光宗的理解者。從小就和光宗是好友，常常挺身而出保護光宗，對他有著超越好友的感情，有強烈的佔有及控制慾。能夠熟練完成學業的容姿端正的少年。因為對納鳴村感興趣而來參加活動。
在四仔疑似死亡加上可能有肉食動物襲擊時選擇下山離開，後得知無法回去便與其他人回來村子。曾與光宗意見不和，尤其不喜歡他接觸真咲，認為對方為光宗帶來不必要的改變。
在眾人審問真咲時，接過小真愛的刀上前攻擊，並在對方流血下依然充滿怨恨，準備解決一切時被光宗阻止。
後在與光宗爭執時司機突然駕駛遊覽車帶走光宗與真咲，其因外套被車門夾住而同時被拉走。在前往隧道另一方時遇上外婆的面容；由此揭示貪慕虛榮的父母強迫著他做很多不願意的東西，不順從便會被虐打和拉到放有外婆照片的玄關裡。其每次望見照片，都會憶起外婆因為精神狀態差劣而被父母禁足，最後含鬱而終的模樣。
在到達隧道另一方後向光宗表述自己受對方倚賴時充滿快感，讓他不再對生活有太多苦怨，結果令光宗拒絕繼續如此。
在尋找光宗的途中被追上的小春搭話，由於受小春的言語刺激使自己的納鳴加速突變，變得更強大。
在操控納鳴攻擊光宗一夥時，聽到光宗願意幫助自己後開始動搖。之後被納鳴摔下反被其追趕，最後為了保護光宗自願被納鳴吸收，重新融為一體，並回到現實世界的遊覽車上。
小春（Koharun，聲：佐倉薰）
主要角色之一，26歲。研究院生，主修民族學。
和達哈拉一起舉辦這次的活動。納鳴村的情報提供者。在大學的研究室調查著納鳴村的事情。因為幾乎掌握所有關鍵情報，所以被質疑背後有其他盤算。會時不時就唱起童謠。越來越在意瓦爾卡納。
據達哈拉所述似乎不喜歡煙味，在教授中相當有人氣。
在四仔疑似死亡加上可能有肉食動物襲擊時選擇留在村子。在眾人審問真咲時，對瘋狂的行徑感到疑慮，只想和平討論。
在真咲自白後解開真咲，選擇相信真咲所說。之後表示對真咲的待遇感到不平，認為真咲使原本對自己的懷疑眼光轉移到她身上。決定要在眾人之前跟瓦爾卡納一起找到真咲。在路上被弓箭襲擊，因此遇上之前失蹤的「冰結的加吉涅斯」。
後來證實她是要利用旅行去促成更強大納鳴現象的主謀，一開始沒有加入車程是因為先去迷昏神山教授，使他無法阻止眾人。途中又將「冰結的加吉涅斯」和「傑克」挪為手下。
最終話證實是神山的女兒。為了拯救逐漸衰亡的父親，試圖用刺激眾人心中陰影的方式找回父親的納鳴。被嶺司說服後回到村內，表達願意留下來，研究如何在不失去自我下留在納鳴村，為自己傷害的人贖罪。
瓦爾卡納（Valkana，聲：鈴木達央）
主要角色之一，25歲。程式設計師。在負責承包工作的公司引發了情報流出的騷動，結果被迫承擔了全部的責任，生活變得潦倒。
雖然看起來兇狠和性格衝動，但其實人並不壞，只望有事時不會再被追究責任。在四仔疑似死亡加上可能有肉食動物襲擊時選擇留在村子，顯出冷靜處事的一面。
在眾人審問真咲時，不喜好暗算的行徑，但亦沒有全力阻止。在刀刃起落的混亂中意圖阻止有人受傷。
決定要在眾人之前先捉住情報最多的真咲。在路上與小春被弓箭襲擊，因此發現了之前失蹤的「冰結的加吉涅斯」。之後他前往追上令「冰結的加吉涅斯」昏迷的神秘人，結果到達隧道的另一方，並數次遇見木紋的納鳴現象。
起初被小春看中處事行徑而意圖加以利用，後來認定其過於善良，不能收歸旗下。
在屋內受到傑克及冰結的加吉涅斯的火矢攻擊，與凜音、舞舞及南柯追過去，卻使舞舞與凜因遭到挾持。從冰結的加吉涅斯口中得知小春一夥的意圖。
最後與南柯輕易制伏二人，帶著二人一起回到村落。表達自己願意留下的意願，以及想認識小春的心意。
凜音（Lion，聲：五十嵐裕美）
主要角色之一，14歲。少女。
一直含糊其辭的表示有看見「將死之人」或「已死之人」的能力。認為光宗是偽善者，但更討厭無理的群眾。
在四仔疑似死亡加上可能有肉食動物襲擊時選擇留在村子。
感知真咲不是幽靈。在大家前往「女巫狩獵」時，和南柯前去警告光宗，及時拯救真咲。
之後再跟南柯、舞舞一同前往山中隧道，遭傑克攻擊，又被突然出現的嶺司幫助而獲救。其後跟隨嶺司到遠處望著納鳴村改變形態，並感知到對方能同時見到所有人的納鳴現象。
中間揭示其確實有巫女的靈力，並被母親拿來騙取財富。
後與南柯和舞舞回到村落。在屋內受到傑克及冰結的加吉涅斯的火矢攻擊，跟著瓦爾卡納、舞舞及南柯追過去，反遭傑克挾持，並從冰結的加吉涅斯口中得知小春一夥的意圖。
最後選擇留在納鳴村。
舞舞（Maimai，聲：清水彩香）
主要角色之一，17歲。學生。想要脫離原本的人際關係而參加旅行，常與噗子一起行動。
因為光宗跟當初喜歡的那個男生長得很像，有著不一樣的情感。起初只想戲弄對方，之後又因誤會而不和，後來又對其一些表現漸生好感。
覺得颯人只是在操控光宗。傑克的同學，聞知他可能因為校園欺凌的壓力而犯事，惟沒有向眾人說明狀況。
在四仔疑似死亡加上可能有肉食動物襲擊時選擇下山離開，在隧道裡看到了納鳴現象巨大的「光宗」。後來揭示曾和閨密一起約定追同一位男生，自己成功開始交往後卻被朋友使計搶奪，慘遭包括男生在內的所有人排擠，並且被甩掉。
對公審真咲感到反感，之後表示自己也曾有類似經驗。後來堅決和凜音、南柯一同前往山中隧道，遭傑克攻擊時，被突然出現的嶺司幫助而獲救。就著嶺司對真咲的冷淡感到討厭。
後與南柯和凜音回到村落。在屋內受到傑克及冰結的加吉涅斯的火矢攻擊，跟著瓦爾卡納、凜及南柯追過去，反遭冰結的加吉涅斯用刀威嚇，並從其口中得知小春一夥的意圖。
最後選擇離開納鳴村。
小真愛（Lovepon，聲：加隈亞衣）
主要角色之一，15歲。為了尋找自我的同一性而來參加活動，與父親之間產生了摩擦。
對於罪犯有很嚴重的反感，有著偏激扭曲又極端的性格的性格，常喚著「處刑」，對酷刑也有一定程度的理解。
怨恨意見不合的光宗，慫恿其他人盤問他。在四仔疑似死亡加上可能有肉食動物襲擊時選擇下山離開。
晚間於森林迷失時，遇上納鳴現象巨大的「般若」；由此揭示其幼時母親為了替家庭還債，而與和尚進行不道德的交易，一直到其初中都未有停止。和尚過程中迫其信教，又不停虐待母親和自己，進而引出偏激的處刑人格，並在其意圖反抗失敗後變本加厲。勉強逃過追趕後及時被眾人發現，完全陷入精神崩潰。
在眾人審問真咲時，試圖用刀「處刑」真咲，之後由颯人接手。
於眾人開始厭倦尋找真相時追離去的美影，後找到美咲並捉住她，但被開巴士過來的光宗驅趕，被迫放手。
最後選擇離開納鳴村。
傑克（Jack，聲：三好晃祐）
主要角色之一，16歲的少年，真名為「佐佐木」。有著謎一般的過去，連家人都以小心謹慎的態度對待他。
曾和舞舞讀同所小學，一年前發生傷人事件進少年教養院，似乎是被人常常欺負，才會忍不住捅人。旅程中因為冰結的加吉涅斯不停出言奚落，而忍不住攻擊，繼而揭發這段過去。
因為有前科早已對世道無感，但似乎因為光宗替他辯護而有所動搖。眾人將其關在地下的牢房，不過在部分人下山時逃出，並疑似在後山出沒。
再次出現時，使用自製的弓及箭攻擊舞舞、南柯、凜音三人，但被突然出現的人影阻止未果，其後回到巢穴，顯出在小春的團夥中一直壓制「冰結的加吉涅斯」。
後與冰結的加吉涅斯用火矢攻擊在屋內的人，誘使瓦爾卡納、舞舞、凜音及南柯出屋追趕。後挾持凜音使其動彈不得。
最後選擇留在納鳴村。
美影響（Mikage Yura，聲：長谷川芳明）
主要角色之一，24歲。商社業務員，配戴半框眼鏡，自稱社會精英。對於預見到的將來人生感到厭煩。並不想走既定路線，所以參加了活動。
看似冷靜，其實常用一些話語反諷他人。對於活動領導越來越不信任，並在四仔疑似死亡加上可能有肉食動物襲擊時，作為先鋒慫恿大家下山離開。後來亦堅持自己找出連串事件真相和黑幕。
晚間於森林迷失時，遇上納鳴現象「火車」；由此揭示曾在公司自信地承擔一次大型展銷，過程中卻犯下低級錯誤，結果被一眾同事嘲笑。「火車」的形象是出自負責展銷的玩具和旁人嘲笑的模樣。
後來獨自回來，再慫恿眾人消滅真咲。於眾人開始厭倦尋找真相時又一次被冷待，再度隻身離去。後找到美咲並與小愛一起捉住她，但被開巴士過來的光宗驅趕，被迫放手。
最後選擇離開納鳴村。
南柯（Nanko，聲：多田木乃美）
主要角色之一，17歲。名偵探。掌握事物的方法和反應方式與周圍人有所不同，擁有隱藏才能。在女生間感覺挺可靠。
思考事情時肚子兩側會癢。在四仔疑似死亡加上可能有肉食動物襲擊時選擇下山離開，後得知無法回去便與其他人回來村子。
認為該懷疑的不是真咲，而是「其他人所相信的東西」。在大家前往「女巫狩獵」時，和凜音前去警告光宗，及時拯救真咲。
跟凜音、舞舞一同前往山中隧道，遭傑克攻擊時被突然出現的嶺司幫助而獲救。
從嶺司得到納鳴的真相，與凜音、舞舞回來村落試圖救其他人。後在屋內受到傑克及冰結的加吉涅斯的火矢攻擊，與瓦爾卡納、凜音及舞舞追過去，卻使舞舞與凜因遭到挾持。從冰結的加吉涅斯口中得知小春一夥的意圖。
最後選擇離開納鳴村。
達哈拉（Daahara，聲：高橋伸也）
27歲。大學研究生院的副教授。本次活動發起人，表面上喜歡息事寧人，實際上卻只是趨炎附勢。
對來自同一研究單位的小春言聽計從。由於小春討厭菸味，所以在她面前不抽菸。
嫉妒與她關係漸漸拉近的瓦爾卡納。在四仔疑似死亡加上可能有肉食動物襲擊時選擇留在村子。
第十話提到會喜歡小春除了可愛之外，是因為她在教授中相當有人氣，能夠從她那得到不少好處。
最後選擇離開納鳴村。
山内（Yamauchi，聲：鳴海和希）
28歲。無職，一邊做著在家的工作，一邊長年照顧著雙親。原本代號念法「平克哥斯特」。
在四仔疑似死亡加上可能有肉食動物襲擊時選擇下山離開，後得知無法回去便與其他人回來村子。
在眾人審問真咲時，對小真愛瘋狂的行徑感到疑慮。
少數沒有變得頹喪的人。
最後選擇留在納鳴村。
地獄的業火（Jigoku no Gouka，聲：堀江瞬）
18歲。打工族，軍武控。愛做夢的性格。
具有豐富的生存知識，無法忍受現代的溫吞生活。表示人生就像生存遊戲，從古至今，然後在這之後的未來也是。
常與喵太一起行動。在四仔疑似死亡加上可能有肉食動物襲擊時，協助想下山離開的人。
晚間於森林迷失時，遇上巨大的「矽膠」；由此揭示「地獄的業火」是其網絡直播自我軍訓的稱號。其為了達成正式從軍的夢想，而接受以胸部矽膠增加身高的非法手術。儘管身高最終達到了最低要求，其最終沒能通過最初測試，事後更怪罪于頭上的矽膠。於被追趕前被眾人及時發現。
最後選擇離開納鳴村。
喵太（Nyanta，聲：稻川英里）
15歲。高中生，熱愛空氣槍，亦有基本生存學識。非常喜歡槍械，並想要實際地對「會動的東西」射一發看看。
常與地獄的業火一起行動。在四仔疑似死亡加上可能有肉食動物襲擊時協助想下山離開的人。
晚間於森林迷失時，遇上納鳴現象「蜂窩」；由此揭示過去被同校的不良少女欺凌。她後來為了報復，買了玩具鎗偷射她們，並不自覺地上癮，終在一次被當場抓到，進而被綁在蜂窩下進行殘酷的心理折磨。於逃離追趕時跳進水中，其後及時被眾人找回。
最後選擇離開納鳴村。
豆奶拿鐵（Soy Latte，聲：Lynn）
29歲。護士。由於想要助人的這份心情而選擇了護士職業。普通的好人。希望如果能在新的地方活出自我就好了。
在四仔疑似死亡加上可能有肉食動物襲擊時選擇留在村子，理由是擔心失蹤的人。
在眾人審問真咲時，對小真愛瘋狂的行徑感到疑慮。
少數沒有變得頹喪的人。
最後選擇留在納鳴村。
熱帶夜（Nettaiya，聲：中村櫻）
19歲。高中生。由於妖豔的外表和言行舉止而總被跟蹤狂盯上。為了逃離這些而參加了旅行。
在四仔疑似死亡加上可能有肉食動物襲擊時選擇留在村子，理由是高跟鞋不好走山路。
最後選擇留在納鳴村。
萬部（Manbe，聲：間島淳司）
28歲。上班族，和P碳搞外遇。
在四仔疑似死亡加上可能有肉食動物襲擊時選擇下山離開，後得知無法回去便與其他人回來村子。
最後選擇離開納鳴村。
P碳（Pii-tan，聲：Lynn）
21歲。大學生，為了和萬部永遠在一起、而參加了這次旅行。
在四仔疑似死亡加上可能有肉食動物襲擊時選擇下山離開，後得知無法回去便與其他人回來村子。
在眾人感到疲累時，對萬部的親密舉動一反常態感到厭煩。
最後選擇離開納鳴村，並表示要跟萬部解除婚約。
冰結的加吉涅斯（Hyouketsu no Judgness，聲：阿部敦）
15歲。高中生，中二病患者，受欺負的人。一直要求傑克改名並奚落對方，後因傑克暴怒差點被殺害。幾乎無人記住他的全名。
在四仔疑似死亡加上可能有肉食動物襲擊時選擇下山離開。卻因看到逃出來的傑克過度緊張而在慌亂之中掉下山去，行蹤不明。
後來突然出現攻擊瓦爾卡納與小春，未果。其後回到巢穴，出現在小春與傑克的團夥中。
最後選擇跟隨小春留在納鳴村。
鳥安（Toriyasu，聲：新垣樽助）
25歲。僱傭店長，在打工地點升職為僱傭店長，但沾染外匯負債纍纍，為了逃避而加入旅行。不時顯露色慾和吐嘈。
在四仔疑似死亡加上可能有肉食動物襲擊時選擇下山離開，後得知無法回去便與其他人回來村子。
最後選擇留在納鳴村。
銅鑼衛門（Dozaemon，聲：新垣樽助）
27歲。尼特，很會吃。性格很好，但不管幹什麼都很遲鈍。
在四仔疑似死亡加上可能有肉食動物襲擊時選擇留在村子。
最後選擇離開納鳴村。
汪子年糕（Wankoro，聲：天崎滉平）
18歲。少年，體弱多病，自幼便往復著住院出院。想可能也活不了多久了，於是就想試試不同的事情而參加了活動。
曾聽到了機器人聲音。在四仔疑似死亡加上可能有肉食動物襲擊時選擇下山離開，後得知無法回去便與其他人回來村子。
最後選擇離開納鳴村。
俊仔（Toshi Boy，聲：高橋伸也）
16歲。高中生，平凡的外表和性格，夢想成為現充的普通人，毫無特別之處。不時有蔑視女性的舉動。
常與四仔一起行動。在四仔疑似死亡加上可能有肉食動物襲擊時選擇下山離開，後得知無法回去便與其他人回來村子。
最後選擇離開納鳴村。
優奈（Yuna，聲：湯淺楓）
22歲。OL。對弱者很溫柔，女子力很高的無產市民。對男性很嚴厲。
在四仔疑似死亡加上可能有肉食動物襲擊時選擇下山離開，後得知無法回去便與其他人回來村子。
最後選擇離開納鳴村。
優音（Yune，聲：多田木乃美）
18歲。高中生，沒什麼自己的主見，容易隨波逐流。原名優奈，因要易於辨認而在旅程中被迫改名。
在四仔疑似死亡加上可能有肉食動物襲擊時選擇下山離開，後得知無法回去便與其他人回來村子。
最後選擇離開納鳴村。
優乃（Yuno，聲：千本木彩花）
19歲。自由職業者，正義感很強，但不論在哪裡都會讓人敬而遠之。原名優奈，因要易於辨認而在旅程中被迫改名。
在四仔疑似死亡加上可能有肉食動物襲擊時選擇下山離開，後得知無法回去便與其他人回來村子。
最後選擇離開納鳴村。
奈那（Nana，聲：仲谷明香）
25歲。街頭歌手，心地良善。有著想成為創作歌手的夢想，正在進行著街頭彈唱，但卻毫無進展。喜歡塞人糖果。
在四仔疑似死亡加上可能有肉食動物襲擊時選擇下山離開，後得知無法回去便與其他人回來村子。在眾人審問真咲時，對小真愛瘋狂的行徑感到疑慮。
最後選擇離開納鳴村。
四仔（Yottsun，聲：間島淳司）
17歲。說唱歌手，基本上是個好人，但很容易被人當成笨蛋。夢想著變得偉大。
常與俊仔一起行動。因為想搭上真咲而設計與她獨處，事後卻行蹤不明。被光宗發現時於河上漂流。
失蹤前曾經遇上演奏家父母的納鳴現象，由此揭示他希望擺脫父母強迫教授古典音樂，要靠說唱（Rap）的成就一擊成名。於被納鳴撃倒至水中將死時，認清過去所做的只是執著於成名，接受納鳴後認定不論成名與否，都要全力朝著說唱的興趣努力。因此成為最早離開納鳴村回到現實的人。
噗子（Puko，聲：杉浦栞）
16歲。高中生。愛做夢的戀愛體質女子。想追求出色的年長男性而參加了旅行。
常與舞舞一起行動。在四仔疑似死亡加上可能有肉食動物襲擊時選擇下山離開，後得知無法回去便與其他人回來村子。
最後選擇離開納鳴村。
司機（Driver，聲：三上哲）
48歲。公車司機，負責將此次活動參加者載往納鳴村的司機。
很不滿眾人展開新生活的態度，後來被標籤為依戀舊有物質世界的人，感到被羞辱。
因為目睹十年前死去女兒的納鳴現象穿插森林當中，而選擇留在村子。在此之前聲稱是要以長輩身份監護眾人。
於審判時突然駕駛遊覽車帶走光宗、真咲和颯人，一度覺得真咲是可以幫他找回女兒的幽靈。得知並非如此時又駕車通過隧道，途中與納鳴現象非常接近，接著在某草坪上表明過去從未接受女兒的死亡，在這次接受後成功逃出納鳴村。
最後載著選擇離開納鳴村的人離開。

### 其他人物
嶺司（聲：逢坂良太）
真咲的表親，為了尋找納鳴村跟真咲一起來到，但要回去的時候遇到怪物而失散。
於凜音、舞舞、和南柯遇險時教出對方，並將三人帶往自住小屋，闡述自己曾跟其他個體一起逗留，並從中得知納鳴村和納鳴現象的奧秘。隨後又於司機接受納鳴後拜託其將光宗帶回來。
後來揭示村內的嶺司其實是真咲的納鳴現象，是目前為止最能了解局勢的存在。
最後說服小春放棄刺激納鳴，並在隧道口與光宗一夥見面，在真咲面前解釋自己生成的原因。最後到村內解釋納鳴現象後，因真咲的釋懷而消失。
神山晴臣（聲：飛田展男）
先後救了四仔和光宗，被四仔稱為「神明大人」。亦是曾在外圍警告嶺司與真咲別去納鳴村的老人。
納鳴村的核心研究者，曾被同僚惡意慫恿，使其因納鳴村和納鳴現象的論說而失去地位。其藉此契機進入納鳴村，遇上失敗研究的納鳴現象，但很快因為就地取得足夠證據而逃出。之後親身感受到遺棄納鳴現象令自己急速衰老。
最終話與女兒小春的對話表示，對自身步入衰亡的現象不但不感到悲傷，還因為能以客觀角度觀察到自己的的心理陰影及生理變化而感到高興。
時宗（巨大企鵝）（聲：酒井廣大）
於晚間離奇地在光宗眼前出現的不明巨大生物，外表是個企鵝玩偶加上母親半邊的臉。
真實的時宗身分為光宗的雙胞胎兄弟，名字酒井時宗，小時候意外死去。
美里（聲：杉浦栞）
公車司機的女兒，十年前早已死去。突然出現在公車司機的面前。也是公車司機的納鳴現象。
光宗的母親（聲：早水理沙）
光宗與時宗的母親，名字酒井（堺）美津子。對光宗過度保護。
在時宗死亡後，將光宗視為時宗以逃避現實。卻造成光宗無法獲得他人認同。在光宗失蹤後清醒過來，對自己有些許自責。
光宗的父親（聲：家中宏）
光宗與時宗的父親，名字酒井秀俊。拜託光宗扮演時宗。
在光宗失蹤時曾因害怕受謠言牽連而意圖換下門牌，但當下才意識到自己一直把責任推給光宗，對光宗感到虧歉。從神山手中接回光宗。
颯人的父親（聲：織田優成）
颯人的父親。
和尚（聲：山本格）
不道德的和尚，借錢給小真愛的母親。經常謾罵和粗暴對待愛和母親。
小真愛的母親（聲：清水彩香）
為了替家庭還債，而給不道德的和尚提供陪酒和性服務。一直要求小真愛忍耐。
凜音的母親（聲：湯淺楓）
曾利用凜音的特殊能力來賺錢。

## 用語
納鳴村（ななきむら）
原型為山梨縣道志村。
地圖上毫無記載的神祕村莊，在一眾都市傳說耳濡目染下，無法確認全部的真面目。
後期揭露村子一直改變形態去迎合走進內部的群眾，並會在人們面前衍生影射心理陰影的怪物現象「納鳴」。

納鳴
一種能將人類心靈具像化的「現象」。這些現象會隨著本人的創傷深度和持續時間，而呈現不同大小、傷害、恐怖程度，甚至智慧、被其他人感知和溝通的能力。雖說跨越心理陰影能夠使納鳴現象結束，並逃出村子；但就此放棄或是置之不理，會令人失去支持身心的重要一環，進而引發喪失情感和生存動力的惡果。
梨川村
往納鳴村路上最後所見，能從地圖和紀錄確認存在的村落。
叩橋而過（鉄橋を叩いて渡る）
原為，中文有三思而行、摸著石頭過河、謹言慎行、萬分小心之意。
步步皆迷霧（一寸先は霧）
原為，中文有前途未卜之意。
四仔河上飄（よっつんの川流れ）
原為，中文有善泳者溺於水，和人有失手、馬有亂蹄之意。
和尚的背德（坊主の不道徳）
原為，中文有言行不一，不能以身作則之意。同義的諺語還有、等。

## 電視動畫

### 製作人員
- 原作：diomedéa／Pony Canyon
- 導演、音響監督：水島努
- 劇本統籌：岡田麿里
- 人物設定：井出直美
- 納鳴設定：土筆章人
- 總作畫監督：石川雅一、松本麻友子、本多美乃、井出直美
- 美術：涉谷幸弘（日语：渋谷幸弘）
- 色彩設計：林由稀
- 攝影監督：伊藤康行
- 剪輯：小島俊彥
- 音樂：横山克
- 音樂製作：Pony Canyon
- 音樂製作人：三輪靖史
- 執行製作人：笹木孝弘、中村伸一、堀切伸二、丸山博雄（日语：丸山博雄）、澤邊伸政、片桐大輔
- 製作人：石黑達也、宮井梨江、八塚敬昌、前田俊博（日语：前田俊博）、福田順、岡本順哉、遠藤裕
- 動畫製作人：兒島宏明
- 動畫製作：diomedéa
- 製作：Project迷家（Pony Canyon、diomedéa、AZUMAKER、MBS、KlockWorx（日语：クロックワークス）、小學館、STUDIO MAUSU（日语：STUDIO MAUSU）、WOWOW）

### 主題曲
片頭曲
作詞：東京，作曲：金廣真悟，編曲：eba，主唱：
片尾曲
作詞、作曲、主唱：片平里菜，編曲：石崎光

### 各話列表
| 話數 | 日文標題 | 中文標題               | 編劇     | 分鏡                     | 演出                     | 作畫監督 |
| ---- | -------- | ---------------------- | -------- | ------------------------ | ------------------------ | --- |
| 1    |          | 畏首畏尾               | 岡田麿里 | 水島努                   | 水島努                   | 松本麻友子、本多美乃 |
| 2    |          | 如墮煙霧               | 岡田麿里 | 渡部穩寬                 | 渡部穩寬                 | 北村友幸、井本由紀、小川茜 德永沙耶香、加藤弘將                                                                                               |
| 3    |          | 旁若無人               | 岡田麿里 | 筆坂明硯                 | 筆坂明硯                 | 大田謙治、横松雄馬 |
| 4    |          | 阿四溺死               | 小柳啟伍 | 岡本學                   | 尋田耕輔 徐惠真          | YuMinZi、加藤弘將、田寄雅郁 北村友幸、青木里枝、德永沙耶香                                                                                    |
| 5    |          | 三位優奈容易混淆       | 大西信介 | 宮崎渚                   | 本田美乃                 | 小川茜、井本由紀、上野卓志 櫻井正明、祝部由香                                                                                                 |
| 6    |          | 僧人不行善事           | 大西信介 |                          |                          | YuMinZi、北村友幸、田寄雅郁 海堂浩幸、德永沙耶香、Sim Min Seop                                                                                |
| 7    |          | 閻王不在，陰謀自現     | 岡田磨里 | 水島努 渡部穩寬 久慈悟郎 | 久慈悟郎 尋田耕輔        | 小菅和久、小川茜、加藤弘將 上野卓志、井本由紀、金城美保 北村友幸、Yu Min-Ji、Lee Duk Ho                                                       |
| 8    |          | 拜訪納鳴，懷疑真咲     | 小柳啟伍 | 友岡新平                 | 友岡新平                 | 加藤弘將、YuMinZi、祝部由香 田寄雅郁、小菅和久、小川茜                                                                                        |
| 9    |          | 月下冰結               | 大西信介 | 宮崎渚                   | 大橋一輝                 | 德永沙耶香、福島秀機、小菅和久 望月俊平、加藤弘將、青木里枝 井本由紀、田寄雅郁、金城美保 鳥山冬實、Shin min seop Seo Jung Duk、Shin Hyung Sik |
| 10   |          | 平日不燒香，臨難抱佛腳 | 岡田麿里 | 筆坂明規                 | 筆坂明規                 | 小川茜、加藤弘將、北村友幸 小菅和久、田寄雅郁、土生良介 洪範錫、J-cube                                                                        |
| 11   |          | 乘上巴士，歌心便起     | 岡田麿里 |                          |                          | 加藤弘將、海堂浩幸、洪範錫 小菅和久、田寄雅郁、德永沙耶香 福島秀機、北村友幸、Yu Min Zi Sim Min Seop                                          |
| 12   |          | 納鳴乃心靈之鏡         | 岡田麿里 | 水島努                   | 尋田耕輔 久慈悟郎 水島努 | 小川茜、加藤弘將、小菅和久 德永沙耶香、田寄雅郁、北村友幸 祝部由香、洪範錫、青木里枝 筆坂明規                                                 |

### 播放電視台
日本深夜動畫：下文記載的日本国内播放時間使用日本標準時間（UTC+9）表示。因為部分時間标识會採用30小时制，因此請留意这类超过24:00的时间，其實際播放時間為翌日清晨。
| 播放地區   | 播放電視台   | 播放日期               | 播放時間（UTC+9）         | 所屬聯播網 | 備註                                       |
| ---------- | ------------ | ---------------------- | ------------------------- | ---------- | ------------------------------------------ |
| 日本全國   | WOWOW        | 2016年4月1日－6月17日  | 星期五 22時30分－23時00分 | 衛星電視   | 『Anime Prime』時段 獨立系衛星電視／有重播 |
| 近畿廣域圈 | 每日放送     | 2016年4月9日－6月25日  | 星期五 26時10分－26時40分 | 日本新聞網 | 製作局                                     |
| 關東廣域圈 | TBS電視台    | 2016年4月9日－6月25日  | 星期五 25時55分－26時25分 | 日本新聞網 |                                            |
| 中京廣域圏 | 中部日本放送 | 2016年4月9日－6月25日  | 星期五 26時49分－27時19分 | 日本新聞網 |                                            |
| 日本全國   | BS-TBS       | 2016年4月10日－6月26日 | 星期六 24時00分－24時30分 | 日本新聞網 |                                            |

### BD／DVD
| 卷數 | 發售日期      | 收錄話數       | 規格編號   | 規格編號   |
| 卷數 | 發售日期      | 收錄話數       | BD初回版   | DVD通常版  |
| ---- | ------------- | -------------- | ---------- | ---------- |
| 1    | 2016年7月6日  | 第1話－第2話   | PCXG-50551 | PCBG-52961 |
| 2    | 2016年8月3日  | 第3話－第4話   | PCXG-50552 | PCBG-52962 |
| 3    | 2016年9月7日  | 第5話－第6話   | PCXG-50553 | PCBG-52963 |
| 4    | 2016年10月5日 | 第7話－第8話   | PCXG-50554 | PCBG-52964 |
| 5    | 2016年11月2日 | 第9話－第10話  | PCXG-50555 | PCBG-52965 |
| 6    | 2016年12月7日 | 第11話－第12話 | PCXG-50556 | PCBG-52966 |

## 網絡廣播
以《迷家 --「納鳴村 村役場報課」》為標題，2016年4月7日到7月14日的每週四、在音泉網站上架更新。而且每週會任意從主要角色中選出幾位來擔任主播。
主播
- 第01回：酒井廣大（飾 光宗）、相坂優歌（飾 真咲）、八代拓（飾 颯人）
- 第02回：佐倉薰（飾 小春）、高橋伸也（飾 達哈拉、俊仔）
- 第03回：佐倉薰、五十嵐裕美（飾 凜音）、多田木乃美（飾 南柯、優音）
- 第04回：鳴海和希（飾 山內）、新垣樽助（飾 鳥安、銅鑼衛門）
- 第05回：清水彩香（飾 舞舞）、杉浦栞（飾 噗子）
- 第06回：堀江瞬（飾 地獄的業火）、稻川英里（飾 喵太）
- 第07回：阿部敦（飾 冰結的加吉涅斯）、三好晃祐（飾 傑克）
- 第08回：新垣樽助、高橋伸也
- 第09回：間島淳司（飾 萬部、四仔）、天崎滉平（飾 汪子年糕）
- 第10回：加隈亞衣（飾 小真愛）、仲谷明香（飾 奈那）
- 第11回：湯淺楓（飾 優奈）、多田木乃美、千本木彩花（飾 優乃）
- 第12回：間島淳司、Lynn（飾 豆奶拿鐵、P碳）
- 第13回：鈴木達央（飾 瓦爾卡納）、長谷川芳明（飾 美影響）、三上哲（飾 司機）
- 第14回：Lynn、中村櫻（飾 熱帶夜）
- 第15回：酒井廣大、相坂優歌、八代拓

## 相關書籍
《電視動畫「迷家」Starter Book ～納鳴村旅遊指南～》（TVアニメ「迷家ーマヨイガー」スターターブック~納鳴村ツアーガイド~）：內容收錄了各角色的介紹、故事關鍵的解說，製作人員岡田磨里（劇本統籌）的採訪、小原充（音頻媒體代表人）、井出直美（角色設計）的採訪、主要角色配音員們的對談紀錄等。叢書分類為Punyukyan BOOKS。
| 冊數 | 波麗佳音      | 波麗佳音               |
| 冊數 | 發售日期      | ISBN                   |
| ---- | ------------- | ---------------------- |
| 全   | 2016年4月15日 | ISBN 978-4-86-529208-4 |

### 漫畫
由Project迷家原作、富士昴作畫的漫畫化作品。單行本全3冊。
| 冊數 | 小學館         | 小學館                 |
| 冊數 | 發售日期       | ISBN                   |
| ---- | -------------- | ---------------------- |
| 1    | 2016年6月10日  | ISBN 978-4-09-127314-7 |
| 2    | 2016年10月12日 | ISBN 978-4-09-127392-5 |
| 3    | 2017年2月10日  | ISBN 978-4-09-127520-2 |

### 小說
原作：diomedea、Ponycanyon；由土屋司負責寫作、景負責插畫的小說化作品。全1冊。
| 冊數 | 波麗佳音      | 波麗佳音               |
| 冊數 | 發售日期      | ISBN                   |
| ---- | ------------- | ---------------------- |
| 全   | 2016年9月17日 | ISBN 978-4-86-529211-4 |

## 外部連結
- 電視動畫「迷家」官方網站（日語）
- 迷家（日語）－MBS動畫節目官方網站
- 電視動畫「迷家」官方的X（前Twitter）（日語）